# Sista natten (1998)
Sista natten, kanadensisk film från 1998.

## Handling
Filmen följer ett antal personer som planerar inför att världen ska att gå under.

## Om filmen
Filmen är inspelad i Toronto och visades första gången på filmfestivalen i Cannes i maj 1998.

## Rollista (urval)
- Don McKellar - Patrick Wheeler
- Sandra Oh - Sandra
- David Cronenberg - Duncan
- Geneviève Bujold - Mrs Carlton

## Musik i filmen
- (Last Night) I Didn't Get to Sleep at All, skriven av Tony Macaulay, framförd av The Fifth Dimension
- Silent Night, framförd av Rita Macneil
- Deck the Halls
- First Noel
- We Wish You a Merry Christmas
- Jimmy Loves Mary Ann, skriven av Elliot Lurie, framförd av Looking Glass
- I've Been Watching You (Move Your Sexy Body), skriven av Garry Shider, Glenn Goins och George Clinton, framförd av Parliament
- Heartbeat, It's a Love Beat, skriven av Michael T. Kennedy och William G. Hudspeth, framförd av The Defranco Family
- Glamour Boy, skriven av Burton Cummings, framförd av The Guess Who
- Piano Four, musik Howard Shore, framförd av Yuval Fichman
- Last Song, text och musik Larry Evoy, framförd av Edward Bear
- Takin' Care of Business, skriven av Randy Bachman
- Guantanamera, skriven av Jose Fernandez Dias, Julian Orbon, Pete Seeger och  José Martí, framförd av Pete Seeger

## Utmärkelser
- 1998 - Filmfestivalen i Cannes - Ungas pris, utländsk film - Don McKellar
- 1998 - Filmfestivalen i Mar del Plata - OCIC Award, Don McKellar
- 1998 - Sudbury Cinéfest - Best Ontario Feature, Don McKellar
- 1998 - Toronto Film Critics Association Awards - TFCA Award - Bästa kanadensiska film
- 1998 - Filmfestivalen i Toronto - Bästa kanadensiska debutfilm, Don McKellar
- 1998 - Filmfestivalen i Valladolid - Ungdomsjuryns pris, specialomnämnande, Don McKellar
- 1998 - Filmfestivalen i Vancouver - Women in Film Award, Sandra Oh
- 1999 - Fantasporto - Directors' Week Award - Don McKellar
- 1999 - Genie Awards - Claude Jutra Award - Don McKellar
- 1999 - Genie Awards - Genie - Bästa manliga biroll, Callum Keith Rennie
- 1999 - Genie Awards - Genie - Bästa kvinnliga huvudroll, Sandra Oh
- 2000 - Canadian Comedy Award - Filmregi - Don McKellar

Förutom de tre priserna i Genie Awards 1999 var filmen nominerad i 10 kategorier.